# Memorial Beach
Memorial Beach – piąty album norweskiej pop rockowej grupy a-ha, wydany 14 czerwca 1993 roku.

## Lista utworów
1. „Dark Is The Night For All” – 3:46
2. „Move To Memphis” – 4:22
3. „Cold As Stone” – 8:19
4. „Angel In The Snow” – 4:13
5. „Locust” – 5:09
6. „Lie Down In Darkness” – 4:32
7. „How Sweet It Was” – 6:00
8. „Lamb To The Slaughter” – 4:20
9. „Between Your Mama And Yourself” – 4:16
10. „Memorial Beach” – 4:36

## Listy sprzedaży
| Lista               | Kraj            | Pozycja |
| ------------------- | --------------- | ------- |
| VG-Lista            | Norwegia        | 1       |
| Ö3 Austria Top 40   | Austria         | 36      |
| UK Albums Chart     | Wielka Brytania | 17      |
| Schweizer Hitparade | Szwajcaria      | 39      |